# Porto San Giorgio
Porto San Giorgio es una localidad y comune italiana de la provincia de Fermo, región de las Marcas, con 16 243 habitantes.

## Evolución demográfica
| Gráfica de evolución demográfica de Porto San Giorgio entre 1861 y 2001 |
|                                                                         |
| Fuente ISTAT - elaboración gráfica de Wikipedia                         |